# Klitterbadet
Klitterbadet är en badanläggning i Falkenberg, Sverige. Badet var från starten 1969 ett utomhusbad, men blev 1983 ombyggt till inomhusbad.